# Contigo (álbum de Intocable)
Contigo es el octavo álbum de la banda de música texana, Intocable. 

## Lista de canciones
| Contigo |                             |          |  |
| N.º     | Título                      | Duración |  |
| 1.      | «El Amigo Que Se Fue»       | 3:11     |  |
| 2.      | «Vuelvo A Creer En El Amor» | 3:25     |  |
| 3.      | «Un Desengaño»              | 3:34     |  |
| 4.      | «Costumbre»                 | 4:27     |  |
| 5.      | «Fuerte No Soy»             | 3:22     |  |
| 6.      | «Contigo He Fallado»        | 2:57     |  |
| 7.      | «Soñador Eterno»            | 3:31     |  |
| 8.      | «Hoy Duele»                 | 2:50     |  |
| 9.      | «Contigo»                   | 3:13     |  |
| 10.     | «Estoy Enamorado»           | 3:12     |  |
| 11.     | «Es Tan Bello»              | 2:16     |  |
| 12.     | «Ya Estoy Cansado»          | 4:11     |  |
| 13.     | «Te Quiero»                 | 4:08     |  |
| 14.     | «Agradecimiento»            | 4:41     |  |
| 45:26   |                             |          |  |

Contigo fue lanzado en julio de 1999 por EMI Latin US, después del terrible accidente que tuvo el grupo en enero del mismo año. Este álbum, considerado su obra cumbre, fue con el que Intocable se consolidó como un referente de la música regional mexicana. Además, en este álbum existió la fusión de géneros como el pop, rock-pop y otros géneros como el texano (como ya es habitual).